# Padroso (Arcos de Valdevez)
Padroso es una freguesia portuguesa del concelho de Arcos de Valdevez, con 8,38 km² de superficie y 305 habitantes (2001). Su densidad de población es de 36,4 hab/km².